# キナノキ属
キナノキ（キナの木）（学名 : Cinchona）は、アカネ科キナノキ属に属する植物の総称で、マラリアの特効薬であるキニーネを含む植物として知られている。単にキナともよばれる。
キナノキ属には20種以上の樹木が知られ、ペルーとエクアドルの国樹としても知られる。樹高は25メートルほどあり、葉脈が目立つつやのある大きな葉で、白から紅紫色の、ときにはふさふさした毛のある芳香のある花が群がって咲き、チョウやハチドリによって受粉する。

## 歴史
キナが世界史の流れを変えた樹木として知られている最大の理由は、キナ皮とよばれる樹皮がマラリアの特効薬となることにある。17世紀の初頭の南米大陸にはマラリアという病気はなかったが、南米征服のためにやってきたスペイン人が、ペルーの原住民ケチュア族がマラリアとは無関係な発熱の治療にキナを使っているのを見て、発熱を特徴とするマラリアの治療にも使ってみたところ、予防や治療に効果があることを発見したとされる。マラリアに対するキナ皮の評判は、たちまちスペイン中に広まり、ケチュア族との支配的なパートナー関係を結ぶとキナの大量伐採が始まり、船団がキナ皮をヨーロッパに運ぶようになった。イギリスのプロテスタントは、スペインがカトリック教会との関係が深いことを警戒して、キナ皮を Jesuit's bark（ジェズイッツ・バーク；イエズス会士の樹皮）と呼んだが、1679年にフランスのルイ14世の息子のマラリアを治すと、唯一の治療薬として広く受け入れるようになった。以後キナ皮は、マラリア治療の代替薬が合成されるまでの250年間もの間、その地位を保つこととなった。
19世紀にはオランダ人とイギリス人が南米からキナを密輸し、自国が経営するプランテーションで栽培するようになった。1930年代には、ジャワ島の東インド会社が世界のキニーネの大半を供給していたが、第二次世界大戦中にジャワ島が日本軍によって占領されたたためにキニーネが戦略的に非常に重要になり、南太平洋で数万人がマラリア熱で戦闘不能に陥った軍を抱えたアメリカはペルーから数百トンのキナを輸入している。英国のインド統治を支えていたのは、キニーネの白い粉を入れて毎日飲むトニックウォーターだったといわれ、キニーネ由来の苦味を抑えるためジンとレモンと砂糖を加えたのがジントニックの始まりとされる。

## 薬用種
キナ皮には、キナノキが昆虫から身を守るために作り出したアルカロイドが数種類含まれていて、そのうちのキニーネ（quinine）がマラリアに効果があることがわかっている。なお、キニーネの名は、「樹皮の中の樹皮」を意味するケチュア語の quina-quina（キナキナ）に由来する。
- Cinchona calisaya Wedd. (1848)[注釈 1]
- Cinchona officinalis L. (1753)  - quinine bark
- アカキナノキ Cinchona pubescens Vahl (1790) - quinine tree

## その他
| - Cinchona antioquiae L.Andersson (1998) - Colombia - Cinchona asperifolia Wedd. (1848) - Peru, Bolivia - Cinchona barbacoensis H.Karst. (1860) - Colombia, Ecuador - Cinchona × bolivianaWedd. (1848) - Peru, Bolivia - Cinchona capuli L.Andersson (1994) - Ecuador - Cinchona fruticosa L.Andersson (1998) - Peru - Cinchona glandulifera Ruiz & Pav. (1802) - Peru - Cinchona hirsuta Ruiz & Pav. (1799) - Peru - Cinchona krauseana L.Andersson (1998) - Peru - Cinchona lancifolia Mutis (1793)- Venezuela, Colombia, Ecuador - Cinchona lucumifolia Pav. ex Lindl. (1838) - Ecuador - Cinchona macrocalyx Pav. ex DC. (1829) - Ecuador, Peru - Cinchona micrantha Ruiz & Pav. (1799) - Peru - Cinchona mutisii Lamb. (1821) - Ecuador - Cinchona nitida Ruiz & Pav. (1799) - Peru - Cinchona parabolica Pav. in J.E.Howard (1859) - Ecuador, Peru - Cinchona pitayensis (Wedd.) Wedd. (1849) - Colombia, Ecuador - Cinchona pyrifolia L.Andersson (1998) - Peru - Cinchona rugosa Pav. in J.E.Howard (1859) - Ecuador - Cinchona scrobiculata Humb. & Bonpl. (1808) - Peru - Cinchona villosa Pav. ex Lindl. (1838) - Ecuador, Peru |